# جويس براينت
جويس براينت (14 أكتوبر 1927 - 20 نوفمبر 2022) هي مغنية وراقصة أمريكية، وناشطة في مجال حقوق الإنسان، حققت شهرة في أواخر الأربعينيات وأوائل الخمسينيات من القرن الماضي كفنانة مسرحية ونادي ليلي. بفضل شعرها الفضي المميز وفساتين السمكة الضيقة، أصبحت رمزًا جنسيًا للأمريكيين من أصل إفريقي المبكرة، وحصلت على ألقاب مثل "المفجرة الشقراء البرونزية"، "مارلين مونرو السوداء"، "المرنمة"، و "الصوت الذي ستتذكره دائمًا".
تركت براينت الصناعة في عام 1955 عند ذروة شهرتها لتكرس نفسها إلى الكنيسة السبتية. وعقب عقد من الزمن، عادت إلى عالم الفن كمطربة كلاسيكية مدربة، وأصبحت فيما بعد مدربة صوتية.

## حياتها المبكرة
جويس براينت، الثالثة من ثمانية أطفال، ولدت في أوكلاند، كاليفورنيا، ونشأت في سان فرانسيسكو. كان والدها ويتفيلد براينت (1904-1993) يعمل كطاهٍ لشركة ساوثرن باسيفيك ريلرواد. كانت والدتها، دورثي كونستانس ويذرز (مولد; 1907-1995)، متدينة في الكنيسة السبتية. وكان جدها الأموي فرانك ويذرز (الملقب فرانك دوغلاس ويذرز؛ 1880-1952) مزاعٍ جاز مبكر. كانت براينت، الطفلة الهادئة التي نشأت في منزل صارم، لديها طموحات في أن تصبح معلمة لعلم الاجتماع.
فرَّت براينت و وتزوجت في سن الرابعة عشرة ولكن الزواج انتهى في نفس المساء. في عام 1946، أثناء زيارتها لأقاربها في لوس أنجلوس، وافقت على التحدي للمشاركة في غناء مفاجئ في نادي محلي. وقالت براينت في مقابلة لمجلة جت عام 1955: "بعد فترة، وجدت أنني كنت الوحيدة التي تغني. بعد بضع دقائق عرض علي صاحب النادي 25 دولارًا للصعود على المسرح، وأخذتها لأنني [كنت بحاجة للمال] للعودة إلى المنزل".

## حياتها المهنية

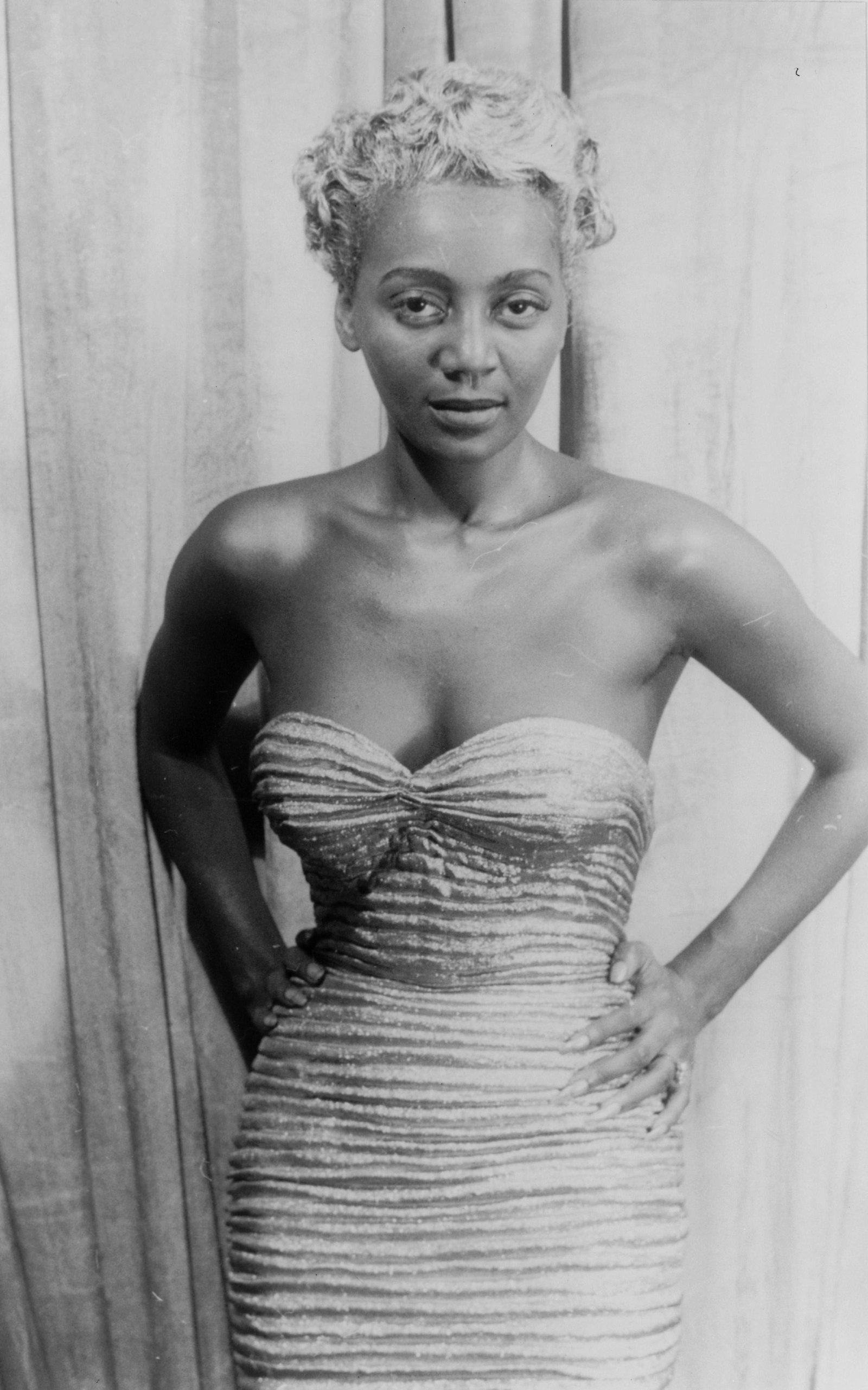
جويس براينت ، ق. 1953

خلال أواخر الأربعينيات من القرن الماضي، استحوذت براينت ببطء على سلسلة من الأعمال المنتظمة، من مشاركة 400 دولار في الأسبوع في ملهى لا مارتينيك الليلي في مدينة نيويورك إلى جولة عرض 118 في دائرة فنادق كاتسكيل ماونتينز. نمت سمعتها وملفها الشخصي في النهاية إلى المستوى الذي ظهرت فيه ذات ليلة على نفس الفاتورة مثل جوزفين بيكر. لم تكن براينت ترغب في أن تكون على المسرح، فقد صبغت شعرها باللون الفضي باستخدام طلاء المبرد، وكانت ترتدي فستانًا فضيًا ضيقًا ومنكًا فضيًا بطول الأرض. تذكرت براينت عندما وصلت إلى المسرح، "لقد أوقفت كل شيء!" أصبح شعر براينت الفضي وفساتين حورية البحر الضيقة عديمة الظهر والكاشفة عن صدرها مظهر علامتها التجارية، بالإضافة إلى صوتها ذو الأربعة أوكتاف،  وارتفعت مكانتها لتصبح واحدة من أبرز النجوم البارزين في أوائل الخمسينيات من القرن الماضي، وبحلول ذلك الوقت أصبحت معروفة بأسماء مستعارة مثل "القنبلة البرونزية الشقراء" و"مارلين مونرو السوداء" و"ذا بيلتر" و "الصوت الذي ستتذكره دائمًا".   أشارت إيتا جيمس في سيرتها الذاتية لعام 2003، Rage to Survive: The Etta James Story : "لم أكن أريد أن أبدو بريئةً. أردت أن أبدو مثل جويس براينت. [. . . ] بحثت عنها. اعتقدت أن جويس شجاعة وقمت بنسخ أسلوبها – وقحًا ومستقلًا. " 
ابتداءً من عام 1952، أصدرت براينت سلسلة من التسجيلات لـ Okeh ، بما في ذلك "A Shoulder to Weep On" و"After You Have Gone" و"Farewell to Love".  اثنان من أكثر معاييرها شهرة، وهما "Love for Sale" و"Drunk with Love"، تم منعهما من التشغيل على الراديو بسبب كلماتهما الاستفزازية.   عند إصدار "Runnin 'Wild" بعد ذلك بعامين، أشارت مجلة جيت إلى أن الأغنية كانت "أول أغنية لبراينت يتم تمريرها من قبل مراقبي الراديو CBS و NBC، الذين حظروا ثلاثة تسجيلات سابقة لكونها مثيرة للغاية."  صرحت براينت في عام 1980، "يا لها من مفارقة أن أكبر تسجيل لي كان"الحب للبيع". تم حظره في بوسطن ، وبعد ذلك... في كل مكان آخر تقريبًا. " 
أصبحت براينت، التي غالبًا ما واجهت التمييز وكانت صريحة في قضايا عدم المساواة العرقية، في عام 1952 أول فنان أسود يقدم عروضه في أحد فنادق ميامي بيتش، متحديًا تهديدات كو كلوكس كلان الذي أحرق دمية تشبهها.    
انتقدت براينت ممارسات الفوترة العرقية في النوادي الليلية والفنادق ودافعت عن الفنانين كمجموعة لمحاربة قوانين جيم كرو.  
في عام 1954، أصبحت واحدة من أوائل المطربين السود الذين قدموا عروضهم في كازينو رويال في واشنطن العاصمة، حيث صرحت أنها سمعت الكثير عن فصل الأعراق الذي يمارس هناك، ولكنها فوجئت برؤية الكثير من الأفارقة الأمريكان يحضرون النادي في وسط المدينة. وقالت: "كانت تجربة مثيرة للغاية رؤيتهم يدخلون ويتعاملون بأدب من إدارة النادي."
في عام 1953، قدمت مجلة "لايف" صورًا لجويس براينت في وضعيات مثيرة، والتي صرح بها مؤرخ السينما والكاتب دونالد بوجل أنها "النوع الذي لم يره القراء بكثرة للإلهات البيضاء". وفي العام التالي، تم تسمية براينت - جنبًا إلى جنب مع لينا هورن وهيلدا سيمز وإيرثا كيت ودوروثي داندريدج - في مجلة إيبوني كواحدة من أجمل خمس نساء سود في العالم.

## الرحيل والعودة لعرض الأعمال
كسبت براينت ما يصل إلى 3500 دولار عن كل أداء في أوائل الخمسينيات من القرن الماضي، لكنها سئمت من هذه الصناعة. لقد أضرت الصبغة الفضية شعرها، ولم تستمتع بالعمل في يوم السبت اليهودي، كما أنَّها شعرت بعدم الارتياح تجاه صورتها. قالت: "كان الدين دائمًا جزءًا مني". "وكان ذلك شيئًا خاطئًا جدًا كنت أفعله – أن تكون مثيرًا للغاية، مع عباءات ضيقة ومنخفضة القص."  كما قالت: "كنت أعاني من حلق سيء وكنت أقوم بثمانية عروض في اليوم [. . . ] تم إحضار طبيب للمساعدة وقال، "يمكنني رش حلقك بالكوكايين وهذا سيصلح المشكلة، لكنك ستصبحين مدمنةً." ثم سمعت مديري يقول، "لا يهمني ما تفعله، فقط اجعلها تغني!"  علاوة على ذلك، كرهت براينت الرجال، الذين كانوا في الغالب من رجال العصابات، الذين كانوا يترددون على النوادي التي تعمل فيها. تعرضت مرة واحدة للضرب في غرفة خلع الملابس الخاصة بها بعد أن رفضت تقدم رجل. أدى خيبة أملها تجاه ثقافات المخدرات والعصابات، جنبًا إلى جنب مع ضغوط إدارتها، إلى توقف براينت عن الأداء في أواخر عام 1955.   
كرست نفسها للكنيسة السبتية، التحقت براينت في كلية أوكوود في هنتسفيل ، ألاباما. نشرت مجلة Ebony مقالًا في عدد مايو 1956 بعنوان "العالم الجديد لجويس براينت: مغنية المقهى السابقة تتبرع بمبلغ 200 ألف دولار سنويًا لتتعلم خدمة الله".  سافرت براينت لسنوات عبر الجنوب، وغضبت عندما رأت المستشفيات ترفض تقديم الرعاية لمن هم في أمس الحاجة إليها لأنهم من السود.  ونتيجة لذلك، نظمت حملة لجمع التبرعات للسود لشراء الطعام والملابس والأدوية، واستمرت في إقامة الحفلات الموسيقية – مرتدية شعرها الأسود الطبيعي وبدون مكياج – لجمع الأموال من أجل كنيستها.   
التقت براينت بشكل متكرر مع مارتن لوثر كينغ جونيور. – من محبي غنائها – لدعم جهوده لتوفير وسائل الراحة المادية الأساسية للسود.   اعتقدت براينت أن النضال من أجل الحقوق المدنية هو النضال لجميع الأشخاص الذين آمنوا بالله، ولكن عندما واجهت كنيستها، طالبت إياها باتخاذ موقف ضد التمييز، رفضت الكنيسة بحجة، "لكن هذه أمور أرضية وبالتالي ليس لها أهمية روحانية". 
بعد الإحباط، عادت براينت إلى الترفيه في الستينيات وتدربت مع المدرب الصوتي فريدريك ويلكرسون في جامعة هوارد، مما أدى إلى فوزها بعقد مع أوبرا نيويورك سيتي. كما قامت بجولات عالمية مع شركات الأوبرا الإيطالية والفرنسية والفينيسية. وعادت للغناء في الموسيقى الجاز في الثمانينيات وبدأت حياة مهنية كمدربة صوتية، مع عملاء مثل جنيفر هوليداي وفيليس هايمان وراكيل ويلش. ويتم إنتاج وثائقي بعنوان "جويس براينت: الديفا المفقودة" حاليًا.

## الحياة الشخصية والوفاة
توفيت براينت بسبب مضاعفات مرض الزهايمر في لوس أنجلوس في 20 نوفمبر 2022، عن عمر يناهز 95 عامًا.

## روابط خارجية
- جويس براينت: موقع الويب الوثائقي Lost Diva
- "قابلوا الأسطورة جويس براينت" الجزء 1 ، الجزء 2 - 50 ظلال من الأسود، نوفمبر 2013
- جويس براينت التسجيلات من ديسكاغز.كوم